# Valeri Sarychev
Valeri Konstantinovich Sarychev (en ruso, Валерий Константинович Сарычев) o Shin Eui-son (en hangul, 신의손), más conocido como Valeri Sarychev (Dusambé, 12 de enero de 1960), es un exfutbolista y entrenador de origen tayiko que tiene nacionalidad rusa y surcoreana.
En los años 1980 desarrolló su carrera deportiva en el fútbol soviético como guardameta, con nueve temporadas en el FC Torpedo Moscú, y en 1992 se marchó a Corea del Sur, donde ganó títulos en las filas del Ilhwa Chumna y del Anyang LG Cheetahs. En el año 2000 se convirtió en el primer futbolista extranjero que se había nacionalizado surcoreano. Actualmente trabaja como entrenador de porteros.

## Biografía
Valeri Sarychev pasó su infancia en Dusambé, donde comenzó a jugar al fútbol como guardameta y llegó al equipo más importante de su ciudad, el Pomir Dusambé de la Primera Liga Soviética. Debutó en 1978 y permaneció allí tres temporadas, donde destacó especialmente como parador de penaltis, hasta que en 1981 se marchó a uno de los clubes más importantes del país, el PFC CSKA Moscú. Sin embargo, sufrió una grave lesión y solo pudo jugar cuatro partidos. Un año después se fue al Torpedo de Moscú, donde asumió la titularidad y jugó hasta 1991, año en que fue nombrado mejor portero de la temporada. Su mayor logro deportivo con ese equipo fue la Copa de la Unión Soviética de 1986.
Cuando la Unión Soviética se disgregó en varios estados, Sarychev ya tenía 31 años y abandonó Rusia para probar suerte en la liga de fútbol de Corea del Sur. En 1992 fichó por el Ilhwa Chumna, con el que ganó tres ligas consecutivas desde 1993 hasta 1995 y se convirtió en una de las figuras internacionales más reconocidas del torneo, ya que fue el primer guardameta no coreano que jugó allí. En 2000 se nacionalizó surcoreano para seguir jugando en el país, pues la liga introdujo una nueva norma que prohibía los fichajes de porteros extranjeros, y asumió el nombre de Shin Eui-son, traducible como "La mano de Dios". Ese mismo año fichó por el Angyang LG Cheetahs (actual FC Seoul) en el que se mantuvo hasta 2004, cuando se retiró con 45 años.
Sarychev estableció su residencia en Corea del Sur y sigue vinculado al fútbol como entrenador de guardametas, cargo que ha ocupado en el FC Seoul (2005), Gyeongnam FC (2006 a 2008), en varios equipos de fútbol femenino y en la selección surcoreana sub-20 (2009). Desde 2012 hasta 2015 estuvo en el Busan IPark. Actualmente ejerce esas funciones en el Icheon Daekyo femenino.

### Selección nacional
Valeri Sarychev fue internacional con la selección de fútbol de Tayikistán en una sola ocasión, el 24 de agosto de 1997 contra Corea del Sur en Daegu.
La presencia de Sarychev en el combinado tayiko fue anecdótica, pues él asumió la nacionalidad rusa tras la desparición de la URSS y anteriormente no había sido convocado por su país de origen. En dicho encuentro, la federación de Tayikistán solo pudo tramitar el pasaporte a doce futbolistas y, para suplir las bajas, recurrió a jugadores de origen soviético que residían en Corea del Sur. Sarychev aceptó y fue el guardameta titular, mientras que el portero habitual, Akhmed Engourazov, fue alineado como jugador de campo. Su equipo perdió por 4:1.

## Trayectoria
| Club                                | País            | Año       |
| ----------------------------------- | --------------- | --------- |
| Pomir Dusambé                       | Unión Soviética | 1978-1981 |
| PFC CSKA Moscú                      | Unión Soviética | 1981-1982 |
| Torpedo de Moscú                    | Unión Soviética | 1982-1991 |
| Ilhwa Chumna / Cheonan Ilhwa Chumna | Corea del Sur   | 1992-1998 |
| Anyang LG Cheetahs / FC Seoul       | Corea del Sur   | 2000-2004 |

## Palmarés

### Trofeos nacionales
| Título                     | Club                 | País            | Año     |
| -------------------------- | -------------------- | --------------- | ------- |
| Copa de la Unión Soviética | Torpedo de Moscú     | Unión Soviética | 1985-86 |
| Copa de la Liga            | Ilhwa Chumna         | Corea del Sur   | 1992    |
| K-League                   | Ilhwa Chumna         | Corea del Sur   | 1993    |
| K-League                   | Ilhwa Chumna         | Corea del Sur   | 1994    |
| K-League                   | Ilhwa Chumna         | Corea del Sur   | 1995    |
| Korean FA Cup              | Cheonan Ilhwa Chumna | Corea del Sur   | 1999    |
| K-League                   | Anyang LG Cheetahs   | Corea del Sur   | 2000    |
| Supercopa de Corea         | Anyang LG Cheetahs   | Corea del Sur   | 2001    |

### Trofeos internacionales
| Título                        | Club         | Año  |
| ----------------------------- | ------------ | ---- |
| Campeonato Asiático de Clubes | Ilhwa Chumna | 1995 |
| Supercopa de la AFC           | Ilhwa Chumna | 1996 |
| Copa Afroasiática             | Ilhwa Chumna | 1996 |